# 住谷杏奈
住谷 杏奈（すみたに あんな、1983年2月1日 - ）は、日本のファッションディレクター、ママタレント、実業家、著作家。ファッションブランド『still ann...』、コスメブランド『Food Dream』を展開している。北海道出身。エイベックス・マネジメント所属。夫は住谷正樹（レイザーラモンHG）。身長164cm、血液型はO型。
元グラビアアイドル、旧芸名は鈴木 杏奈（すずき あんな）。

## 経歴
小学生の頃から子役として芸能活動をはじめる。中学・高校時代に雑誌『Cawaii!』に読者モデルとして頻繁に登場。18才からグラビアアイドルとして活動。
2006年（平成18年）8月8日、23才のときにお笑いタレントの住谷正樹（レイザーラモンHG）と入籍、同年8月30日、ラストDVDを発売し、芸能界を引退。同年11月26日に挙式披露宴を東京で行った。結婚を機に基礎から徹底的に料理を学ぶ。
2007年（平成19年）自身のブログ「ANNA SUMITANI 主婦魂（しゅふたま）」を開設。開設理由は「生きている証として、日記をつけたいと思いました」。1日70万ページビューを超える人気ブロガーとしてランクイン。
2008年（平成20年）夫のケガを機に商品開発をはじめ、実業家としての才能を開花。美容の知識を活かしたファッションブランド『still ann...』、コスメブランド『Food Dream』、髪と頭皮の専門店『クレムドアン』（1月）を立ち上げる。「おしゃP」として雑誌「JJ」にも登場する。
2008年（平成20年）2月29日、妊娠5ヶ月であることをブログにて報告。同年7月23日、第一子（男児）を出産。同年8月、幻冬舎から初の著書『主婦魂 : ハッピーマタニティライフ』を出版。
2011年（平成23年）3月6日、オフィシャルブログにて第2子の妊娠を報告。同年5月12日、第二子（女児）を出産。同年5月27日、『金曜日のキセキ』に夫婦で出演した。
2012年（平成24年）7月11日、芸能界復帰を発表。
2014年（平成26年）自身がオーナーとなる「CAFE ANNTEANA」をオープン、店舗で開催されるパーティープロデュースにも携わる。家族のイベントやお祝いごと、ゲストを招いたホームパーティー料理が得意な趣味を活かした。
2016年（平成28年）KADOKAWAから『住谷家のほめられ・Recipe : ママ会、キッズパーティーに!自慢のメニューとアイデア158』を出版。簡単なのにカワイイ!オシャレ!カラフル!みんなが集まる日の料理を紹介。
2017年（平成29年）創藝舎から『ANNA論 : CHANGE MY MIND CHANGE MY LIFE』を出版。年商6億円と報じられる。
2018年（平成30年）『annfism』オープン。翌年に『東京美髪研究所』をオープン。理由は自分が毎月通えるビューティサロンやヘアサロンがあったらいいなと思ったため。
2019年（令和元年）7月15日、『バラいろダンディ』に単独出演。6月24日より闇営業問題による謹慎処分中のHGに対して、引退を勧めていたことを告白した。
2023年（令和5年）主婦の友社から『今日死んで、明日を生きる。: 人生を変えるには「捨てる」だけでいい』を出版。世帯月収7,000円から総売上500億円の実業家に転生したノウハウを超スパルタ式の人生逆転術として紹介する。全国主要書店（有隣堂・紀伊國屋書店・三省堂書店）で売上ランキング1位を獲得。
2023年9月現在、次々とヒット商品を生み出し、専業主婦で年間売上50億の実業家として活躍中。プロデュースした商品の総販売数は約1000万個を数える。

## 人物
- 大きな転機は、結婚のタイミング。結婚前までグラビアアイドルとして活動していたが、胸を張って言える仕事は何一つなかった。そんななか夫・住谷の猛アプローチから自分に自信を持つようになり「人生リセットするチャンス！この人との恋愛にチャレンジしてみよう」と思って、恐る恐る付き合いはじめてみたら毎日が楽しかった。夫のおかげで幸せな人生に変われた、とインタビューで話している[1]。
- 2番目の人生転機は長男が生まれた結婚3年目。夫がプロレスの試合中にで骨折し、入院し、収入がゼロになった。住谷自身がお金を作らなくてはいけない状況に追い込まれ、石鹸のプロデュースを思いつく。子どもが生まれたばっかりで固形石鹸をよく使っていたが、種類が少なくて良い香りがするものが少なかった。使いたくても市場に出回っていなく、欲しいものを作ろうと思ったのがプロデュース業を始めたキッカケとなった[14]。
- 実業家の顔として、子供に優しい石鹸、子ども服、マタニティーグッズ、補正下着、 ママカフェ、アパレル商品、健康食品、美容商品、ヘアケア商品など、あらゆるジャンルの商品をプロデュース[1]。
- 事業の成功の秘訣は「憧れの人を作らない。成功者のマネだけをしない。」とインタビューで答えている[1]。

## 資格
- ベビー・マタニティーマッサージ[15]
- マタニティーケア資格[15]
- アロマ検定1級[16]

## 著書
- 『主婦魂 : ハッピーマタニティライフ』（幻冬舎、2008年8月8日）　ISBN 978-4344991187
- 『住谷家のほめられ・Recipe : ママ会、キッズパーティーに!自慢のメニューとアイデア158』（KADOKAWA、2016年4月20日）　ISBN 978-4046016379
- 『ANNA論 : CHANGE MY MIND CHANGE MY LIFE』（創藝舎、2017年4月5日）　ISBN 978-4881442289
- 『今日死んで、明日を生きる。: 人生を変えるには「捨てる」だけでいい』（主婦の友社、2023年9月28日）　ISBN 978-4074557233

## 講師
- ABCお料理教室[17]

## 出演

### 映画
- 『一生の？お願い』（2005年10月15日公開） - 清水みのり 役

### テレビ
※ オリコンニュース「住谷杏奈」より
ドラマ
『13歳のハローワーク』（テレビ朝日）
バラエティー
- 『人生が変わる1分間の深イイ話』（日本テレビ）
- 『踊る!さんま御殿!!』（日本テレビ）
- 『メレンゲの気持ち』（日本テレビ）
- 『魔女たちの22時』（日本テレビ）
- 『ヒルナンデス!』（日本テレビ）
- 『ニノさん』（日本テレビ）
- 『解決!ナイナイアンサー』（日本テレビ）
- 『有吉反省会』（日本テレビ）
- 『1周回って知らない話』（日本テレビ）
- 『おやすみまでの方程式 「タレント・実業家 住谷杏奈」』（日本テレビ） - 自身を密着した特番
- 『中居正広の金曜日のスマイルたちへ』（TBSテレビ）
- 『水曜日のダウンタウン』（TBSテレビ）
- 『爆報! THE フライデー』（TBSテレビ）
- 『オールスター感謝祭』（TBSテレビ）
- 『クイズ☆スター名鑑』（TBSテレビ）
- 『ピラミッド・ダービー』（TBSテレビ）
- 『サンデー・ジャポン 』（TBSテレビ）
- 『有田哲平の夢なら醒めないで』（TBSテレビ）
- 『とんねるずのみなさんのおかげでした 』（フジテレビ）
- 『ネプリーグ』（フジテレビ）
- 『キスマイBUSAIKU!?』（フジテレビ）
- 『バイキングMORE』（フジテレビ）
- 『私の働き方〜乃木坂46のダブルワーク体験!〜』（フジテレビ）
- 『『ぷっ』すま』（テレビ朝日系）
- 『お願い!ランキング』（テレビ朝日）
- 『しくじり先生 俺みたいになるな!!』（テレビ朝日）
- 『キラ☆キラ Girly mama』（2012年10月5日 - 2014年9月19日、テレビ朝日）
- 『じっくり聞いタロウ〜スター近況（秘）報告〜』（テレビ東京）
- 『出動!ミニスカポリス全国版』（BSジャパン）
- 『なりギャル.TV』（千葉テレビ）

### ラジオ
- 『ARISTRIST蝶野王国』（TOKYO FM）

## DVD作品
- 『杏奈・未来図～雨のち晴れ～』（トリコロール、2005年06月22日） ※鈴木杏奈 名義
- 『あんなこと こんなこと』（エンターブレイン、2006年8月30日） ※鈴木杏奈 名義